# Communauté rurale de Nguélou
La communauté rurale de Nguélou est une communauté rurale du Sénégal située à l'ouest du pays. 
Elle fait partie de l'arrondissement de Nguélou, du département de Guinguinéo et de la région de Kaolack.

## Histoire
Nguélou est une ancienne communauté rurale créée en 2008, à partir de 11 villages issus de la communauté rurale de Gagnick. Elle est érigée en commune par la loi du 28 décembre 2013.

## Villages
La communauté rurale est constituée en 2008 de 21 villages:
1. Bindiw
2. Kayi
3. Keur Ngagne
4. Keur Sadiouka
5. Keur Sara
6. Laloye
7. Mboursine 1
8. Mboursine 2
9. Ndiambour 1
10. Ndiambour 2
11. Ngathie Daour Fall
12. Nguélou Dissé
13. Nguélou
14. Sambame Peulh
15. Tène Fodé
16. Téoury Ngary
17. Thicky Sérère
18. Thicky Wolof
19. Touba Ndioufène
20. Touba Ngadada
21. Tougouthie